# Герб Дубліна
Герб Дубліна є офіційним символом столиці Ірландії, що відображає історичне значення та розвиток міста.

## Опис
Герб пофарбований у синій колір. На щиті зображено три замки. Кожен замок має відчинені ворота та по три вежі. Після незалежності Ірландії над замками з'явилося зображення червоного полум'я, яке нагадувало оборону Дубліна від англійських військ. У руках жінок, які тримають герб, знаходяться меч і ваги, кожна жінка тримає в руці зелену гілку. Внизу зображена галявина з жовтими, синіми і червоними квітами, що ростуть. У нижній частині герба нанесений девіз Дубліна латинською мовою: «Obedientia Civitum Urbis Falicitas», який перекладається як «Покора громадян є щастям міста». Герб міста був затверджений в 1607 році.